# Cis lemoulti
Cis lemoulti es una especie de coleóptero de la familia Ciidae.

## Distribución geográfica
Habita en la Guayana Francesa.